# Сомалийци
Сомалийците (на сомалийски: Soomaali; на арабски: صوماليون) са народ, населяващ Африканския рог. Те са основен етнос в Сомалия и Джибути. Големи групи живеят и в съседните страни. По-голямата част от сомалийците говорят на сомалийски език, който е част от кушитските езици на афро-азиатското езиково семейство. Повечето са мюсюлмани, сунити. Етническите сомалийци наброяват между 16 и 20 милиона души.

## Описание
Сомалийското общество е разделено на племена въз основа на родство, племето се управлява от избран старейшина.
Хората имат големи стада говеда и овце. Хранят се за сметка на продукцията си от дребен и едър добитък. На източния бряг те отглеждат много зърно и водят по-уседнал живот, отколкото в градовете и селата. Племената, обитаващи бреговете на Африканския рог, първоначално са били по-високи и по-силни от жителите на сравнително безплодната страна на север. Мъжете обикновено са високи шест фута и всички обикновено имат бели зъби.

## Религия
Ислямът навлиза в Сомалия рано, като сомалийците са едни от първите народи, приели исляма. Ранните мюсюлмани стават жертва на репресиите на курайшите, по-специално бежанците достигат град Зейла в северната част на страната. По-голямата част от сомалийците са мюсюлмани, като мнозинството принадлежат към сунитския клон на исляма.

## Кланове
Има шест основни племена - Дир, Дарод, Исак, Хавие, Дикил и Рахануейн, като първите четири племена са номадски скотовъдци, другите две са уседнали земеделци. Номадските племена смятат себе си за потомци на сомалийския прародител Сомал. Племената на Дарод и Исаак яростно си оспорват първото място. В началото на гражданската война 26% от населението на страната са хавие, 23% – Исаак, 21% – Дарод, 21% Дигил и Рахануейн, 7% – Дир. Всяко племе от своя страна се подразделя на кланове, често враждуващи помежду си.
Геноцидът на Исак е спонсорирано от държавата систематично клане на цивилни от клана Исак между 1987 и 1989 г. от Сомалийската демократична република под диктатурата на Сиад Баре. Според различни източници броят на цивилните жертви в това клане е между 50 000 и 100 000, докато местните доклади определят общия брой на цивилните жертви на над 200 000 цивилни. Убийствата са извършени по време на гражданската война в Сомалия и са наречени „забравеният геноцид“. След разпадането на Сомалийската демократична република през 1991 г., Сомалиленд обявява независимост от Сомалия като отделна държава.